# Triheptanoïne
La triheptanoïne est un triglycéride constitué d'un résidu de glycérol estérifié
par trois résidus d'acide heptanoïque. Ces acides gras saturés à sept atomes de carbone peuvent alimenter le cycle de Krebs par des réactions anaplérotiques.
La triheptanoïne est utilisée en pharmacie pour pallier les déficits génétiques en pyruvate carboxylase et en carnitine palmityltransférase II. Elle se révèle également accroître l'efficacité de la diète cétogène comme traitement de l'épilepsie.
Contrairement aux acides gras à nombre pair d'atomes de carbone, qui sont métabolisés en corps cétoniques à quatre atomes de carbone, les résidus d'acide heptanoïque de la triheptanoïne, qui ont chacun un nombre impair d'atomes de carbone, produisent des corps cétoniques à cinq atomes de carbone, l'acide β-cétopentanoïque H3C–CH2–CO–CH2–COOH et l'acide β-hydroxypentanoïque H3C–CH2–CHOH–CH2–COOH ; ces deux corps cétoniques passent facilement du sang au cerveau.